# オーモンデー
オーモンデーは、長崎県福江島の西にある嵯峨島（旧：南松浦郡三井楽町、現：
五島市）に伝わる念仏踊りである。鉦（かね）たたきが唱える歌詞の中に「オーモンデー、オーモンデー」という節があることからこう呼ばれる。踊り手は五色の紙のカブトを被り、腰には蓑を付ける。昼間に行なわれる。
1960年（昭和35年）3月22日に県の無形文化財に指定されるが、同指定を解除された1977年（昭和52年）1月11日に改めて県の無形民俗文化財に指定された。1971年（昭和46年）11月11日には国の選択無形民俗文化財に選択された。

## 特徴

### 構成
- 鉦たたき：4人（2人2組）
- 踊り手：10～12人

円陣をつくり、犬皮の太鼓を体の前に抱き、たたきながら踊る

### 服装
- 襦袢
- 黄色の短い腰巻き、舞葺の葉で編んだ蓑を腰につける
- 金銀の紙など、派手な装飾を施した兜をかぶる

### 演奏
- ヨーデル調の歌唱と踊り手の掛け声、太鼓の音が和する

## 五島の念仏踊り
オーモンデー以外にも、五島には福江の「チャンココ」、玉之浦町の「カケ」、富江町の「オネオンデ」など、同系の念仏踊りが伝わっている。